# Episodi di Quattro donne in carriera (seconda stagione)
La seconda stagione della serie televisiva Quattro donne in carriera è stata trasmessa in anteprima negli Stati Uniti d'America dalla CBS tra il 14 settembre 1987 e il 28 marzo 1988.
| nº | Titolo originale                                                | Titolo italiano | Prima TV USA      | Prima TV Italia |
| -- | --------------------------------------------------------------- | --------------- | ----------------- | --------------- |
| 1  | 101 Ways to Decorate a Gas Station                              |                 | 14 settembre 1987 |                 |
| 2  | Ted Remarries                                                   |                 | 21 settembre 1987 |                 |
| 3  | Anthony Jr.                                                     |                 | 28 settembre 1987 |                 |
| 4  | Killing All the Right People                                    |                 | 5 ottobre 1987    |                 |
| 5  | Half an Air Bubble Off                                          |                 | 19 ottobre 1987   |                 |
| 6  | Dash Goff, the Writer                                           |                 | 26 ottobre 1987   |                 |
| 7  | Heart Attacks                                                   |                 | 9 novembre 1987   |                 |
| 8  | Cruising                                                        |                 | 16 novembre 1987  |                 |
| 9  | I'll Be Seeing You                                              |                 | 23 novembre 1987  |                 |
| 10 | Stranded                                                        |                 | 7 dicembre 1987   |                 |
| 11 | Howard the Date                                                 |                 | 14 dicembre 1987  |                 |
| 12 | I'll Be Home for Christmas                                      |                 | 21 dicembre 1987  |                 |
| 13 | Great Expectations                                              |                 | 4 gennaio 1988    |                 |
| 14 | Second Time Around                                              |                 | 11 gennaio 1988   |                 |
| 15 | Oh, Brother                                                     |                 | 18 gennaio 1988   |                 |
| 16 | There's Some Black People Coming to Dinner                      |                 | 25 gennaio 1988   |                 |
| 17 | The Return of Ray Don                                           |                 | 1º febbraio 1988  |                 |
| 18 | High Rollers                                                    |                 | 8 febbraio 1988   |                 |
| 19 | The Incredibly Elite Bona Fide Blue-Blood Beaumont Driving Club |                 | 15 febbraio 1988  |                 |
| 20 | How Great Thou Art                                              |                 | 22 febbraio 1988  |                 |
| 21 | Ted-Bare                                                        |                 | 21 marzo 1988     |                 |
| 22 | Reservations for Eight                                          |                 | 28 marzo 1988     |                 |